# Demanufacture
Demanufacture è il secondo album in studio del gruppo musicale statunitense Fear Factory, pubblicato il 3 marzo 1995 dalla Roadrunner Records.

## Descrizione
È considerato il loro disco più famoso nonché uno dei capitoli più riusciti ed influenti del metal anni novanta. L'album vede l'entrata del bassista Christian Olde Wolbers.
A differenza dell'esordio Soul of a New Machine, Demanufacture risulta essere meno aggressivo e più elettronico, anche se i canoni stilistici sono pressoché gli stessi (voce growl alternata al cantato melodico, riff chitarristici e groove batteristici di chiara scuola metal estremo).
Il disco è un concept album che parla di un uomo che vuole ribellarsi ad un governo comandato dalle macchine cibernetiche e ogni brano racconta una parte della sua vita. Il gruppo ha affermato che il film Terminator ha influenzato molto l'elaborazione del disco. Il brano Zero Signal venne inserito nella colonna sonora del film Mortal Kombat e una sua versione strumentale nel gioco Carmageddon Reincarnation.

## Tracce
1. Demanufacture – 4:13 (Burton C. Bell, Dino Cazares, Raymond Herrera)
2. Self Bias Resistor – 5:13 (Burton C. Bell, Dino Cazares, Raymond Herrera)
3. Zero Signal – 5:58 (Dino Cazares, Raymond Herrera)
4. Replica – 3:58 (Dino Cazares, Raymond Herrera)
5. New Breed – 2:49 (Dino Cazares, Raymond Herrera)
6. Dog Day Sunrise – 4:46 – cover degli Head of David
7. Body Hammer – 5:06 (Burton C. Bell, Dino Cazares, Raymond Herrera)
8. Flashpoint – 2:53 (Burton C. Bell, Dino Cazares, Raymond Herrera)
9. H-K (Hunter-Killer) – 5:18 (Burton C. Bell, Dino Cazares, Raymond Herrera)
10. Pisschrist – 5:25 (Burton C. Bell, Dino Cazares, Raymond Herrera)
11. A Therapy for Pain – 9:44 (Burton C. Bell, Dino Cazares, Raymond Herrera)

### Bonus tracks edizione in digipack
1. Your Mistake – 1:30 – cover degli Agnostic Front
2. ¡Resistancia! – 2:55
3. New Breed (Revolutionary Designed Mix) – 2:57
4. Replica (Electric Sheep Mix) – 3:57

## Formazione
Gruppo
- Burton C. Bell - voce
- Dino Cazares - chitarra
- Christian Olde Wolbers - basso
- Raymond Herrera - batteria

Altri musicisti
- Rhys Fulber - tastiere
- Reynor Diego - tastiere aggiuntive